# Ранковце
Ра́нковце (мак. Ранковце) — село у Північній Македонії, входить до складу общини Ранковце Північно-Східного регіону. Адміністративний центр общини Ранковце.

## Населення
| 1953    | 1961    | 1971    | 1981  | 1991  | 1994    | 2002    | 2021    |
| ------- | ------- | ------- | ----- | ----- | ------- | ------- | ------- |
| ▲ 1 432 | ▲ 1 441 | ▼ 1 039 | ▼ 744 | ▲ 938 | ▲ 1 007 | ▲ 1 192 | ▲ 1 337 |

Населення — 1 337 осіб (перепис 2021).

### Національний склад
| Національність | Чисельність | Відсоток |
| -------------- | ----------- | -------- |
| македонці      | 1 113       | 83,25%   |
| цигани         | 137         | 10,25%   |
| інші           | 87          | 6,5%     |